# طاطمراش
طاطمراش  قرية سوريّة تتبع إداريّاً لمحافظة حلب منطقة أعزاز ناحية تل رفعت، بلغ تعداد سكانها 111 نسمة حسب التعداد السكاني لعام 2004.